# Stephanopis
Genre
Stephanopis est un genre d'araignées aranéomorphes de la famille des Thomisidae.

## Distribution
Les espèces de ce genre se rencontrent en Amérique du Sud, en Océanie et aux Moluques.

## Liste des espèces
Selon World Spider Catalog (version 24, 18/07/2023) :
- Stephanopis altifrons O. Pickard-Cambridge, 1869
- Stephanopis angulata Rainbow, 1899
- Stephanopis armata L. Koch, 1874
- Stephanopis barbipes Keyserling, 1890
- Stephanopis bicornis L. Koch, 1874
- Stephanopis carcinoides Machado, 2019
- Stephanopis corticalis L. Koch, 1876
- Stephanopis erinacea Karsch, 1878
- Stephanopis fissifrons Rainbow, 1920
- Stephanopis flagellata Machado, 2019
- Stephanopis lata O. Pickard-Cambridge, 1869
- Stephanopis lobata L. Koch, 1874
- Stephanopis minuta L. Koch, 1876
- Stephanopis monulfi Chrysanthus, 1964
- Stephanopis nana Machado, 2019
- Stephanopis nigra O. Pickard-Cambridge, 1869
- Stephanopis qiong Liu & Yao, 2023
- Stephanopis squalida Machado, 2019
- Stephanopis thomisoides Bradley, 1871
- Stephanopis xiangzhouica Liu, 2022

## Systématique et taxinomie
Ce genre a été décrit par O. Pickard-Cambridge en 1869 dans les Thomisidae.

## Publication originale
- O. Pickard-Cambridge, 1869 : « Descriptions and sketches of some new species of Araneida, with characters of a new genus. » Annals and Magazine of Natural History, sér. 4, vol. 3, p. 52-74 (texte intégral).